# Miguel Serveto
Migel Serveto (шп. Miguel Serveto kao pravo ime, фр. Michel Servet), takođe poznat kao Miguel de Villanueva, Michel Servet, Revés, ili Michel de Villeneuve (Tudela, Navara, 29. septembar 1509. ili 1511 – 27. oktobar 1553), bio je španski teolog, lekar, kartograf, i renesansni humanista. Bio je prvi Evropljanin koji je pravilno opisao funkciju plućne cirkulacije, o čemu se raspravlja u delu Christianismi Restitutio (1553). On je bio je polihistor koji je poznavao u mnoge nauke: matematiku, astronomiju i meteorologiju, geografiju, ljudsku anatomiju, medicinu i farmakologiju, kao i sudsku praksu, prevođenje, poeziju i naučno proučavanje Biblije na njenim izvornim jezicima.
On je poznat je u istoriji nekoliko od tih oblasti, naročito medicini. Učestvovao je u protestantskoj reformaciji, a kasnije je odbacio doktrinu o Trojstvu i glavnu katoličku hristologiju. Nakon što su ga katoličke vlasti osudile u Francuskoj, on je pobegao u kalvinističku Ženevu, gde je spaljen na lomači zbog jeresa, po nalogu gradskog veća.

## Život

### Mladost i obrazovanje
Dugo se smatralo da je Serveto verovatno rođen 1511. godine u Viljanuevi de Sigena u Kraljevini Aragon, u današnjoj Španiji. Dan 29. septembar konvencionalno je predložen za dan njegovog rođenja, zbog činjenice da je 29. septembar dan svetog Migela prema katoličkom kalendaru svetaca, ali nema podataka koji podržavaju ovu tvrdnju. Neki izvori daju raniji datum na osnovu Servetovih povremenih tvrdnji da je rođen 1509. Međutim, 2002. godine članak koji su objavili Francisko Havijer Gonzalez Ečeverija i Marija Tereza Ankin dokazuje da je rođen u Tudeli, Kraljevina Navara. Takođe se smatra da je njegovo pravo ime bilo De Viljanueva prema pismima njegove francuske naturalizacije i registraciji na Univerzitetu u Parizu.
Preci njegovog oca poticali su iz zaseoka Serveto, na aragonskim Pirenejima. Njegov otac bio je beležnik hrišćanskog porekla iz nižeg plemstva (infanzón), koji je radio u obližnjem manastiru Santa Marija de Sigena. Serveto je imao dva brata: Huana, koji je bio katolički sveštenik, i Pedra, koji je radio kao beležnik. Iako je Serveto tokom svog suđenja u Ženevi izjavio da su njegovi roditelji „hrišćani drevne rase” i da nikada nije imao nikakvu komunikaciju sa Jevrejima, njegova materinska linija zapravo je poticala od Zaportasa (ili Kaportasa), bogate i društveno relevantna porodica iz Barbastra i Monzona u Aragonu. To je demostrirano notarskim protokolom objavljenim 1999. godine.

## Literatura
- Chaves, Joao (2016). „The Servetus Challenge”. Journal of Reformed Theology. 10 (3): 195—214. doi:10.1163/15697312-01003001..
- Bainton, Roland H. Hunted Heretic: The Life and Death of Michael Servetus 1511–1553 by . Revised Edition edited by Peter Hughes with an introduction by Ángel Alcalá. Blackstone Editions. Bainton, Roland Herbert (2005). Blackstone Editions - Titles. Blackstone Editions. ISBN 978-0-9725017-3-6.standard scholarly biography focused on religion.
- Ancín, Miguel González; Towns, Otis (2017). Miguel Servet en España (1506-1527). Edición ampliada. (Michael Servetus in Spain (1506-1527). Expanded edition.). Imprenta Castilla. стр. 474. ISBN 978-84-697-8054-1.. A work focused on Servetus's past in Spain, with his documents as a student and professor of arts in Saragossa.
- Goldstone, Lawrence and Nancy Goldstone. (2. 9. 2003). Out of the Flames: The Remarkable Story of a Fearless Scholar, a Fatal Heresy, and One of the Rarest Books in the World. Crown. ISBN 978-0-7679-0837-5.
- Gordon, Bruce (2011). Calvin. New Haven Conn. London: Yale University Press. ISBN 978-0-300-17084-9.
- Hughes, Peter. „Michael Servetus's Britain: Anatomy of a Renaissance Geographer's Writing.”. Renaissance & Reformation/Renaissance et Reforme. 39 (2): 85—109. (2016_. .
- Hughes, Peter. „The Face of God: The Christology of Michael Servetus.”. Journal of Unitarian Universalist History. 40: 16—53. 2016./2017, Vol. 40, pp. 16–53
- Hughes, Peter. „The Early Years of Servetus and the Origin of His Critique of Trinitarian Thought”. Journal of Unitarian Universalist History. 37: 32—99.  (2013/2014), Vol. 37, pp. 32–99.
- Lovci, Radovan. Michael Servetus, Heretic or Saint? Prague: Prague House. Lovci, Radovan (2008). Michael Servetus, Heretic or Saint?. Sharpless House. ISBN 978-1-4382-5959-8..
- McNeill, John Thomas (1954). The History and Character of Calvinism. New York: Oxford University Press. ISBN 978-0-19-500743-5.
- Nigg, Walter.The Heretics: Heresy Through the Ages Alfred A. Knopf, Inc., 1962. (Republished by Dorset Press, 1990. Nigg, Walter (1990). The Heretics. Dorset Press. ISBN 978-0-88029-455-3.)
- Pettegree, Andrew. „Michael Servetus and the limits of tolerance.”. History Today. 40 (2): 40—45. фебруар 1990.; popular history by a scholar
- Hughes, Peter. „The Present State of Servetus Studies, Eighty Years Later.”. Journal of Unitarian Universalist History.  (2010/2011), Vol. 34, pp. 47–70.
- Jean Calvin. „Defensio orthodoxae fidei de sacra Trinitate contra prodigiosos errores Michaelis Serveti...”. Архивирано из оригинала 28. 03. 2022. г. (Defense of Orthodox Faith against the Prodigious Errors of the Spaniard Michael Servetus...), Geneva, 1554. Calvin's Opere in the Corpus Reformatorum, vol. viii, 453–644. „Ursus Books and Prints”. Архивирано из оригинала 13. 03. 2007. г.. Catalogue of Scarce Books, Americana, Etc. Bangs & Co, p. 41.
- „Bonnet, Jules (1820–1892)”. Архивирано из оригинала 17. 11. 2006. г. Letters of John Calvin, Carlisle, Penn: „The Banner of Truth Trust”. Архивирано из оригинала 05. 02. 2006. г.. Calvin, Jean (1980). Архивирана копија. Banner of Truth Trust. стр. 41. ISBN 978-0-85151-323-2. Архивирано из оригинала 17. 11. 2006. г. Приступљено 26. 11. 2019..
- „Find in a Library”. Архивирано из оригинала 24. 02. 2006. г. with WorldCat. Contains seventy letters of Calvin, several of which discuss his plans for, and dealings with, Servetus. Also includes his final discourses and his last will and testament (25 April 1564).
- Jules Bonnet, Letters of John Calvin, 2 vols., 1855, 1857, Edinburgh, Thomas Constable and Co.: Little, Brown, and Co., Boston—The Internet Archive
- The Man from Mars: His Morals, Politics and Religion by William Simpson, San Francisco: E.D. Beattle, 1900. Excerpts from letters of Servetus, written from his prison cell in Geneva (1553), pp. 30–31. Google Books.
- The translation of Christianismi Restitutio into English (the first ever) by Christopher Hoffman and Marian Hillar was published so far in four parts. One part still remains to be published:
- ["The Restoration of Christianity. An English Translation of Christianismi restitutio, 1553, by Michael Servetus (1511-1553). Translated by Christopher A. Hoffman and Marian Hillar," (Lewiston, NY; Queenston, Ont., Canada; Lampeter, Wales, UK: The Edwin Mellen Press, 2007). Pp. 409+xxix
- "Treatise on Faith and Justice of Christ’s Kingdom" by Michael Servetus. Selected and Translated from "Christianismi restitutio" by Christopher A. Hoffman and Marian Hillar, (Lewiston, NY; Queenston, Ont., Canada; Lampeter, Wales, UK: The Edwin Mellen Press, 2008). Pp. 95 +xlv
- "Treatise Concerning the Supernatural Regeneration and the Kingdom of the Antichrist by Michael Servetus. Selected and Translated from Christianismi restitutio by Christopher A. Hoffman and Marian Hillar," (Lewiston, NY; Queenston, Ont., Canada; Lampeter, Wales, UK: The Edwin Mellen Press, 2008). Pp. 302+l
- "Thirty Letters to Calvin & Sixty Signs of the Antichrist by Michael Servetus." Translated from Christianismi restitutio by Christopher A. Hoffman and Marian Hillar (Lewiston, NY; Queenston, Ont., Canada; Lampeter, Wales, UK: The Edwin Mellen Press, 2010). Pp. 175 + lxxxvi

## Spoljašnje veze
- „Sketch of Michael Servetus”. Popular Science Monthly. св. 12. новембар 1877. ISSN 0161-7370 — преко Викизворника.
- „Michael Servetus: Reformer, Physiologist, and Martyr”. Popular Science Monthly. св. 41. август 1892. ISSN 0161-7370 — преко Викизворника.
- „PDF; 64,1 MiB on Michael Servetus in Basel & Alfonsus Lyncurius and Pseudo-Servetus” (PDF). Архивирано из оригинала (PDF) 14. 6. 2013. г.
- „New opera: 'Le procès de Michel Servet'”. Архивирано из оригинала 19. 3. 2012. г.
- „Reformed Apologetic for Calvin's actions against Servetus”. 14. 10. 2003. Архивирано из оригинала 16. 12. 2004. г.